# ʿAnbasa ibn Suhaim al-Kalbī
ʿAnbasa ibn Suhaim al-Kalbī (arabisch عنبسة بن سحيم الكلبي, DMG ʿAnbasa b. Suḥaim al-Kalbī) war von 721 bis 726 muslimischer Statthalter von Al-Andalus. 
Ernannt im August 721, als Nachfolger von Abd ar-Rahman ibn Abd Allah al-Gafiqi, schickte Anbasa, während der folgenden drei Jahre, einige Militärexpeditionen nach Südfrankreich (Septimania), aber er war nicht imstande, Carcassonne oder Nîmes einzunehmen, da seine Soldaten mehr mit dem Plündern der einfachen unbefestigten Dörfer beschäftigt waren, anstatt die stark befestigten und gut verteidigten Städte zu belagern.
Sofort nach seiner Ernennung verdoppelte Anbasa die Steuern für Christen und konfiszierte jüdisches Eigentum. Diese Maßnahmen verursachten weit verbreiteten Unmut über den neuen Herrscher, vereinzelt kam es zu kleineren Tumulten. Im Jahre 722 weigerte sich Pelayo, ein westgotischer Adliger, öffentlich Steuern und Abgaben an die muslimischen Herrscher zu zahlen. Er zog sich in die Berge Asturiens zurück und sammelte weitere Verbündete um sich. Eine moslemische Streitmacht wurde ausgesendet, um nach Pelayo und seinen Männern zu suchen. Diese wurde bei der Schlacht von Covadonga aus dem Hinterhalt angegriffen und, mit großen Verlusten an Menschenleben, vernichtet.
Der Sieg über die ungeliebten Besatzer machte schnell die Runde in Hispania. Er gab auch Gerüchte, dass der Sieg mit der Hilfe Gottes errungen wurde. Dies veranlasste immer mehr unzufriedene Christen und Juden in die Berge zu ziehen und sich Pelayo anzuschließen. Herzog Pedro, der Cantabria als Vasall der Moslems regierte, wechselte auch im Jahr 722 auf die Seite der Rebellen. Im folgenden Jahr gab es einen Aufstand unter den Basken und im Jahr 724 schloss sich auch Aragón den Aufständischen an. Im Rückblick gelten diese Ereignisse als der Anfang der Reconquista (Rückeroberung), des insgesamt 770 Jahre andauernden Kampfes gegen die moslemischen Eindringlingen, mit dem Ziel Hispania zu befreien. 
Durch den Tod des Kalifen Yazid II. und die Nachfolge seines Bruders, Hischam ibn Abd al-Malik entstand ein dynastischer Kampf unter den Moslems. Schließlich erklärte Anbasa im Jahre 725 die Unabhängigkeit der besetzten Gebiete Spaniens vom restlichen umayyadischen Kalifat. Er startete neue Feldzüge in Septimania und eroberte die Städte Narbonne, Carcassonne und Nîmes. Tausende Menschen flüchteten in das Königreich der Franken. 
Im Jahr 726 kam Anbasa zurück, um die Franken anzugreifen, aber er starb im Kampf. Sein Nachfolger als Statthalter wurde Odhrah ibn Abd Allah al-Fihri, der nach einigen Monaten, durch Yahya ibn Sallama al-Kalbi ersetzt wurde. Yahya erkannte die Unrechtmäßigkeit von Anbasas Politik, besonders in Bezug auf die Erhebung von Steuern und die unrechtmäßige Beschlagnahmung des Eigentums. Er senkte die Steuersätze wieder auf das Niveau des Jahres 722 und gab unrechtmäßig konfisziertes Eigentum wieder an die rechtmäßigen Besitzer zurück.
| Vorgänger     | Amt                                | Nachfolger                   |
| ------------- | ---------------------------------- | ---------------------------- |
| Abd ar-Rahman | Statthalter von Al-Andalus 721–726 | Udhra ibn Abd Allah al-Fihri |

| Personendaten    | Personendaten                                     |
| ---------------- | ------------------------------------------------- |
| NAME             | ʿAnbasa ibn Suhaim al-Kalbī                       |
| KURZBESCHREIBUNG | moslemischer Statthalter von Al-Andalus (721–726) |
| GEBURTSDATUM     | 7. Jahrhundert oder 8. Jahrhundert                |
| STERBEDATUM      | nach 726                                          |